# Falko Wilms
Falko Ernst-Eberhard Paul Wilms (* 30. Juli 1961 in Bremen) ist ein deutscher Wirtschaftswissenschaftler mit Schwerpunkt Verhaltensökonomik.

## Leben
Nach dem Abitur am Gymnasium am Wall in Verden an der Aller studierte er von 1984 bis 1989 Wirtschafts- und Sozialwissenschaften an der Universität Lüneburg. Anschließend war er wissenschaftlicher Mitarbeiter am dortigen Institut für BWL, Lehrstuhl für Organisation und Entscheidung bei Egbert Kahle und promovierte dort 1994 über die Gestaltung multipersoneller Entscheidungsprozesse.
In seiner Assistententätigkeit lernte er in persönlichen Begegnungen Frederic Vester und Heinz von Foerster kennen, deren Wirken er in seiner Dissertation integrierte.
Seit 1998 lehrt er an der Fachhochschule Vorarlberg in Dornbirn, Österreich, unterschiedliche Fächer aus dem interdisziplinären Fachgebiet Organizational Behavior. Er integriert eigene kurze Lehr-Podcasts in seine Lehrangebote; dazu integrierte er Links in erstellt Kursseiten in Wikiversity, die er über sein Wikipedia-Portal miteinander verbunden sind.
Er forscht darüber, wie Beobachter eine (organisationale) Wirklichkeit konstruieren, um entscheiden zu können und welche Möglichkeiten sich dadurch eröffnen. Als Vertreter einer systemtheoretischen Variante der entscheidungsorientierten Betriebswirtschaft stellt er dabei das fachübergreifende, möglichst rationalitätsorientierte Denken, Entscheiden und Handeln ins Zentrum der Betrachtung. Anders als andere Vertreter setzt er das Rationalitätsparadigma der traditionellen Betriebswirtschaftslehre durch die Einsicht, dass „Rationalität“ im Kern eine (gemeinschaftliche) Konstruktionsleistung ist und ihre Anwender letztlich Interpreten dieser Konstruktion sind.
Im Rahmen seiner Arbeiten über das Vernetzte Denken konzipierte er zur Ermittlung guter Eingriffspunkte in ein problemrelevantes Gefüge von Ursache-Wirkungs-Beziehungen anhand frei wählbarer Merkmale (die auch verschieden gewichtet werden können) das Instrument der Prioritätenmatrix. Sie ist angelehnt an die von Vester entwickelte Einflussmatrix und setzt die multikriterielle Entscheidungstheorie konkret um.
In Forschung, Lehre und Beratung verbindet Falko Wilms die luhmannsche Wissenschaftstheorie und seine Theorie sozialer Systeme mit dem darin enthaltenen Kalkül von George Spencer-Brown mit der Betriebswirtschaftslehre.

## Werke (Auswahl)
- Entscheidungsverhalten als rekursiver Prozeß, Wiesbaden: Gabler 1995, ISBN 3-409-13190-6.
- Der Helidem. Eine nicht hierarchische Form der Analyse komplexer Wirkungsgefüge (mit Kahle, E.), Aachen: Shaker 1998, ISBN 3-8265-5732-8.
- Systemorientiertes Management, München: Vahlen 2001, ISBN 3-8006-2389-7.
- Systemisch denken – klipp und klar (mit Lehner, M.), Zürich: Industrielle Organisation 2002, ISBN 3-85743-711-1.
- Der Berater als Unternehmer, Bern u. a. 2004, ISBN 3-258-06724-4.
- Planung mit unscharfen Informationen, in: Fischer, Th.: Kybernetik und Wissensgesellschaft, Berlin: Duncker & Humblot 2004, S. 165–178, ISBN 3-428-11393-4.
- Effektivität und Effizienz durch Netzwerke (hrsg. mit Kahle, E.), Berlin: Duncker & Humblot 2005, ISBN 3-428-11884-7.
- Szenariotechnik. Vom Umgang mit der Zukunft, Bern u. a. Haupt 2006, ISBN 3-258-06988-3.
- Unternehmensführung (mit Thiel, M.), Bern u. a.: Haupt 2007, ISBN 3-258-07177-2.
- Über das Dialogische (mit Jancsary, P. M.), Berlin: wvb 2008, ISBN 978-3-86573-414-3.
- Wirkungsgefüge. Einsatzmöglichkeiten und Grenzen in der Unternehmensführung, Bern u. a.: Haupt 2012, ISBN 978-3-258-07755-0.
- Das CIRCU: Konzept – Anwendung – Beobachtung (mit Meusburger, M.), Berlin: wvb 2016, ISBN 3-86573-987-3.
- Kommunikation in der Theorie sozialer Systeme, Berlin: wvb 2017, ISBN 3-96138-042-2.
- Volatilität, Unsicherheit, Komplexität, Ambiguität – Kybernetische Ansätze für die Unternehmensführung(hrsg. mit Größler, A.), Berlin: Duncker & Humblot 2018, ISBN 3-428-15557-2.
- Entscheidungen meistern. Eine Einführung in praxistaugliche Entscheidungsmethoden, Berlin: Springer 2025, ISBN 978-3-662-70763-0.

## Periodika
- 2000–2017 SEM-RADAR, halbjährlich erscheinenden Zeitschrift für Systemdenken und Entscheidungsfindung im Management ISSN 1610-8914
- 2002–2018 Wandel und Kontinuität in Organisationen, Schriftenreihe in loser Folge ISSN 1616-5012
- Seit 2020 Kommunikation und Zusammenarbeit, Wissenschaftsblog ISSN 2791-4216